# Буковски, Джон (боксёр)
Джон Майкл Буковски (англ. John Michael Bukowski; 18 января 1939, Маккай — 20 февраля 2001) — австралийский боксёр. Участник летних Олимпийских игр 1960 и 1964 годов.

## Биография
Джон Буковски родился 18 января 1939 года в австралийском городе Маккай.
В соревнованиях по боксу представлял Квинсленд. Дебютировал в любительском боксе 11 марта 1958 года, нокаутировав в Брисбене П. Дойла.
В 1960 году вошёл в состав сборной Австралии на летних Олимпийских играх в Риме. В весовой категории до 71 кг в 1/8 финала раздельным решением судей победил Эбри Шутте из ЮАР — 4:1, в четвертьфинале проиграл Борису Лагутину из СССР, после того как судья во втором раунде остановил поединок.
В 1964 году вошёл в состав сборной Австралии на летних Олимпийских играх в Токио. В весовой категории до 75 кг в 1/16 финала единогласным решением судей проиграл Тадеушу Валасеку из Польши — 0:5.
В ходе любительской карьеры провёл 26 боёв, одержал 22 победы, потерпел 4 поражения.
В июне и июле 1968 года провёл в Брисбене два профессиональных боя и оба выиграл, в том числе один нокаутом.
Жил в Брисбене.
Умер 20 февраля 2001 года. 